# Global Deejays
I Global Deejays, conosciuti anche con gli alias Ravers on Dope, DJ Taylor & Flow, Global Playboys e Groove Agents, sono un trio austriaco di musica dance ed elettronica composto da DJ Taylor (Konrad Schreyvogl), DJ Mikkel (Mikkel Christensen) e FLOw (Florian Schreyvogl).

## Carriera musicale
I loro tre primi singoli furono di grande successo in Europa e in Russia, infatti il loro primo singolo pubblicato nel 2004, The Sound of San Francisco, parzialmente campionata dalla canzone hippy del 1967 San Francisco (Be Sure to Wear Flowers in Your Hair) cantata da Scott McKenzie, fu il loro primo grande successo.
Nel 2005 vinsero l'MTV Award e gli Eska.
Il 12 aprile 2008 suonarono per la prima volta a San Francisco, la città che li aveva resi famosi.
Il 26 gennaio 2009 crearono il remix della canzone Everybody's Free (To Feel Good) debuttando nella Australian Aria Chart alla posizione 33 e la canzone raggiunse la 4 posizione anche nella Australian iTunes Chart. Ciò è dovuto anche alla grande quantità di messa in onda della canzone durante la stagione estiva nel reality So You Think You Can Dance (Australia) sul canale Channel Ten.

## Discografia

### Album studio
- 2005 - Network

### Singoli
| Anno | Titolo                                                     | AUT | GER | CH | US Hot Dance Play | RUS | SPA | UKN | FRA | CAN | NLD | AUS |
| ---- | ---------------------------------------------------------- | --- | --- | -- | ----------------- | --- | --- | --- | --- | --- | --- | --- |
| 2004 | The Sound of San Francisco                                 | 4   | 3   | 25 | 5                 | 1   | 1   | 1   | 18  | 3   | 31  | -   |
| 2005 | What a Feeling (Flashdance)                                | 14  | 16  | 45 | 5                 | 9   | 1   | 10  | 18  | -   | 35  | 44  |
| 2006 | Don't Stop (Me Now)                                        | -   | -   | -  | -                 | -   | -   | -   | -   | -   | -   | -   |
| 2006 | Stars on 45                                                | -   | 12  | -  | -                 | 49  | 8   | -   | -   | -   | -   | -   |
| 2006 | Mr Funk                                                    | -   | -   | -  | -                 | -   | -   | 115 | -   | -   | -   | -   |
| 2007 | Get Up! (Before the Night Is Over) (vs. Technotronic)      | -   | -   | -  | -                 | -   | -   | 1   | 32  | 32  | -   | -   |
| 2007 | Zelenoglazoe Taksi (Oleg Kvasha's "Green-Eyed Taxi" cover) | -   | -   | -  | -                 | 5   | -   | -   | -   | -   | -   | -   |
| 2007 | Everybody's Free (To Feel Good) (featuring Rozalla)        | -   | -   | -  | -                 | -   | -   | -   | -   | -   | 70  | 7   |

### Remix non ufficiali
- Danzel - You Are All of That
- American Pie
- One Night in Bangkok
- In The Name of Love (introducing Jet Set)
- Technotronic - Pump Up the Jam
- Survivor - Eye of a Tiger
- Kiss - I Was Made for Lovin' You[8]